# アンドリュー・デビッドソン
アンドリュー・デビッドソン (Andrew Davidson、1996年11月7日生まれ) は、スコットランド出身のラグビーユニオン選手。ジャパンラグビーリーグワンのマツダスカイアクティブズ広島に所属している。

## 経歴
スコットランドのラグビーアカデミーを経て、2013-14シーズンのU18スコットランド代表として招集され、ポーランドで開催された2014年のU18 FIRA-AER欧州選手権に出場した。
2014-15シーズンからグラスゴー・ウォリアーズ、Glasgow Hawks（グラスゴー・ホークス）に所属した。
2015年11月、プロラグビーでのプレー経験を積むために、スコットランドのラグビーアカデミーから ロンドン・スコティッシュFCにレンタルされた。
2016年5月、スコットランドのラグビーアカデミーを退団し、ニューカッスル・ファルコンズに加入することが発表された。
2018年8月、再びグラスゴー・ウォリアーズに加入。
2019年、Stirling County RFC（スターリング・カウンティRFC）に所属。
2020年6月、エディンバラ・ラグビーと契約。
2021-22シーズンでグロスター・ラグビーに加入。
2023年2月、RFUチャンピオンシップのイーリング・トレイルファインダーズに加入。
2024年9月、マツダスカイアクティブズ広島に加入。同年12月21日に行われたJAPAN RUGBY LEAGUE ONE第1節レッドレグリオンズ戦にて先発出場でリーグワン公式戦初出場を果たした。